# Senátní obvod č. 80 – Zlín
Senátní obvod č. 80 – Zlín je podle zákona č. 247/1995 Sb. tvořen jižní částí okresu Zlín, ohraničenou na severu obcemi Tlumačov, Otrokovice, Tečovice, Oldřichovice, Karlovice, Lhota, Bohuslavice u Zlína, Březnice, Březůvky, Provodov, Horní Lhota, Slopné, Loučka, Haluzice, Vlachovice a Brumov-Bylnice, a severní částí okresu Uherské Hradiště, ohraničenou na jihu obcemi Lopeník, Bánov, Uherský Brod, Drslavice, Hradčovice, Nedachlebice, Bílovice, Topolná, Babice, Sušice, Traplice a Jankovice.
Od roku 2024 je senátorem Oldřich Hájek.

## Senátoři

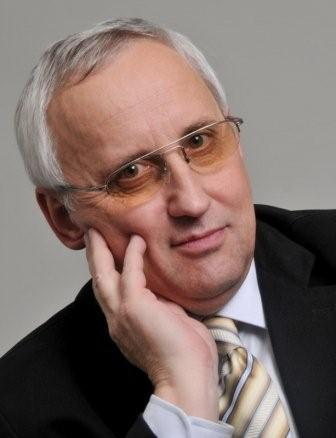
Jiří Stodůlka
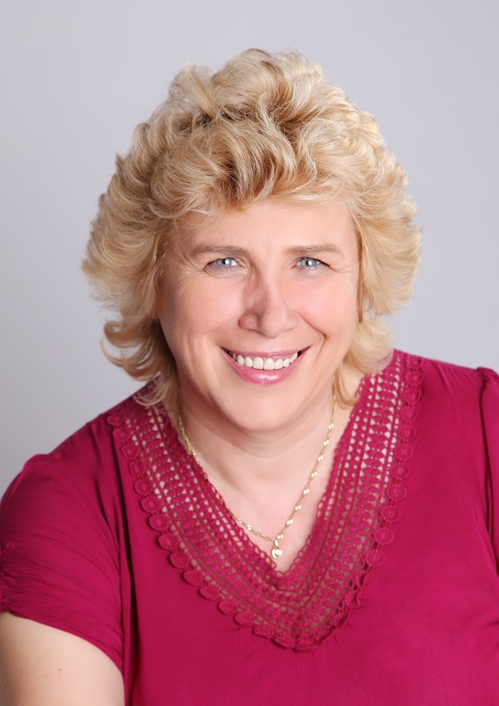
Jana Juřenčáková
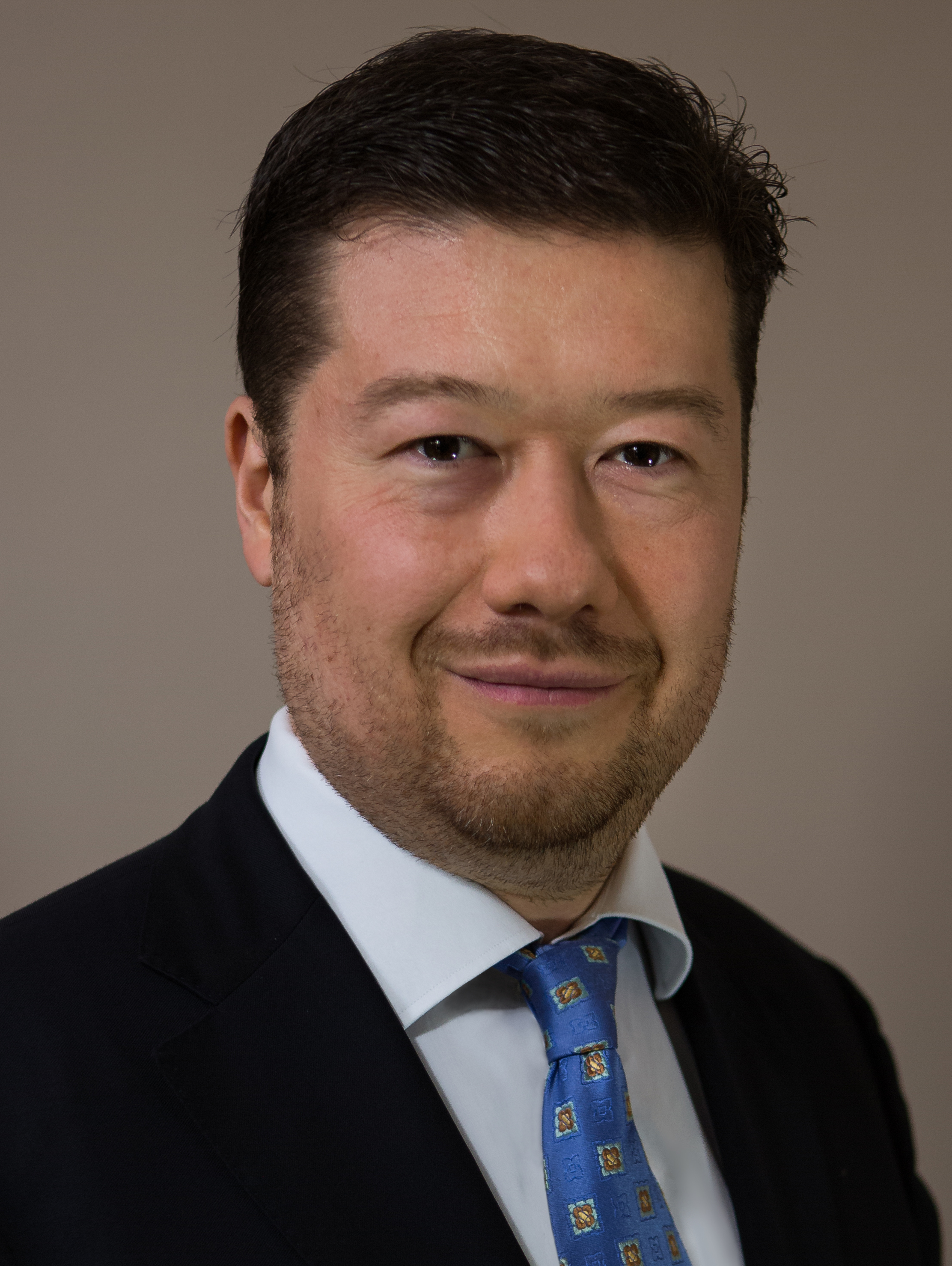
Tomio Okamura
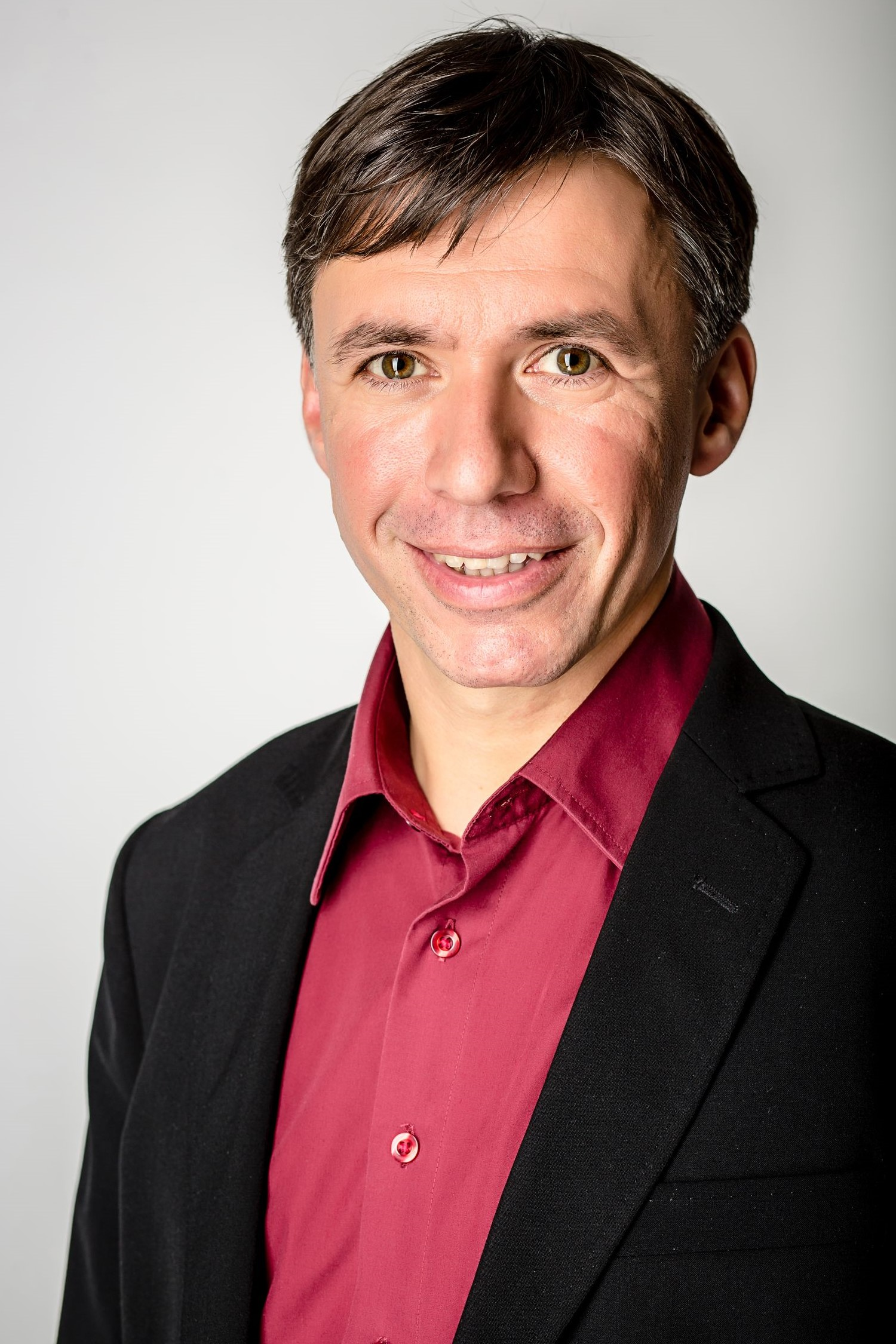
Patrik Kunčar
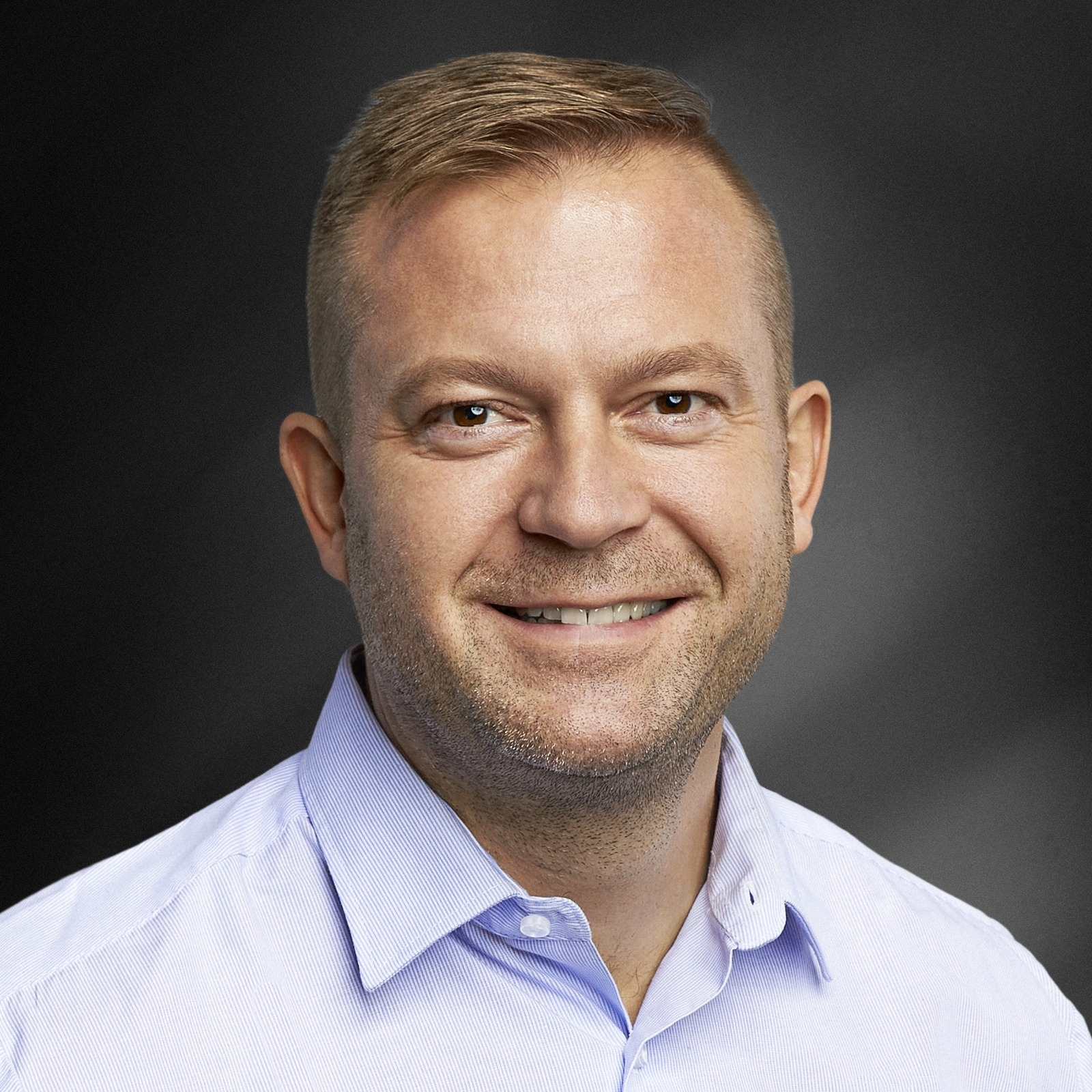
Oldřich Hájek

| Volby | Volby                  | Senátor                                   | Volební strana | Navrhující strana | Politická příslušnost | Odkaz  |
| ----- | ---------------------- | ----------------------------------------- | -------------- | ----------------- | --------------------- | ------ |
|       | 1996                   | Ing. Jiří Stodůlka                        | KDU-ČSL        | KDU-ČSL           | KDU-ČSL               | profil |
| 2000  | 4KOALICE               | Ing. Jiří Stodůlka                        |                | KDU-ČSL           | KDU-ČSL               |        |
|       | 2006                   | Ing. Jana Juřenčáková                     | "NSK"          | "NSK"             | BEZPP                 | profil |
|       | 2012                   | Tomio Okamura                             | NK             | NK                | BEZPP                 | profil |
|       | 2014                   | Bc. Patrik Kunčar                         | KDU-ČSL        | KDU-ČSL           | KDU-ČSL               | profil |
| 2018  | Ing. Bc. Patrik Kunčar | profil                                    | KDU-ČSL        | KDU-ČSL           | KDU-ČSL               |        |
|       | 2024                   | doc. RNDr. PhDr. Oldřich Hájek Ph.D., MBA | ANO            | ANO               | ANO                   |        |

## Volby

### Rok 1996
| Kandidát                | Volební strana | Navrhující strana | Politická příslušnost | Počet hlasů (1. kolo) | %     | Počet hlasů (2. kolo) | %     |
| ----------------------- | -------------- | ----------------- | --------------------- | --------------------- | ----- | --------------------- | ----- |
| Ing. Jiří Stodůlka      | KDU-ČSL        | KDU-ČSL           | KDU-ČSL               | 9 006                 | 29,48 | 13 807                | 60,16 |
| PhDr. Zdeněk Dostál     | ODS            | ODS               | ODS                   | 9 619                 | 31,48 | 9 144                 | 39,84 |
| Luděk Sudek             | ČSSD           | ČSSD              | ČSSD                  | 6 089                 | 19,93 | —                     | —     |
| RNDr. Eduard Mück, CSc. | KSČM           | KSČM              | KSČM                  | 3 503                 | 11,47 | —                     | —     |
| Ing. František Janků    | MSLK_96        | MOR_SLEZ          | MNS                   | 1 359                 | 4,45  | —                     | —     |
| Ing. Jiří Volařík       | DEU            | DEU               | DEU                   | 976                   | 3,19  | —                     | —     |

### Rok 2000
| Kandidát              | Volební strana | Navrhující strana | Politická příslušnost | Počet hlasů (1. kolo) | %     | Počet hlasů (2. kolo) | %     |
| --------------------- | -------------- | ----------------- | --------------------- | --------------------- | ----- | --------------------- | ----- |
| Ing. Jiří Stodůlka    | 4KOALICE       | KDU-ČSL           | KDU-ČSL               | 11 038                | 33,93 | 10 648                | 51,01 |
| MVDr. Stanislav Mišák | ČSSD           | ČSSD              | ČSSD                  | 12 771                | 39,25 | 10 226                | 48,98 |
| Ing. Milan Katolický  | KSČM           | KSČM              | KSČM                  | 4 424                 | 13,59 | —                     | —     |
| RNDr. Ladislav Kocman | ODS            | ODS               | ODS                   | 4 298                 | 13,21 | —                     | —     |

### Rok 2006
| Kandidát                                | Volební strana | Navrhující strana | Politická příslušnost | Počet hlasů (1. kolo) | %     | Počet hlasů (2. kolo) | %     |
| --------------------------------------- | -------------- | ----------------- | --------------------- | --------------------- | ----- | --------------------- | ----- |
| Ing. Jana Juřenčáková                   | "NSK"          | "NSK"             | BEZPP                 | 7 548                 | 19,18 | 8 754                 | 58,58 |
| Ing. Jiří Stodůlka                      | KDU-ČSL        | KDU-ČSL           | KDU-ČSL               | 9 055                 | 23,01 | 6 188                 | 41,41 |
| Prof. RNDr. Ing. Michal V. Marek, DrSc. | ODS            | ODS               | ODS                   | 7 523                 | 19,12 | —                     | —     |
| Mgr. Jan Uherka                         | ČSSD           | ČSSD              | ČSSD                  | 7 359                 | 18,70 | —                     | —     |
| JUDr. Josef Čejka                       | KSČM           | KSČM              | KSČM                  | 5 211                 | 13,24 | —                     | —     |
| Prof. MUDr. Ladislav Pilka, DrSc.       | „21“           | „21“              | BEZPP                 | 1 277                 | 3,24  | —                     | —     |
| Ing. Mojmír Novák                       | NEZ            | NEZ               | BEZPP                 | 1 165                 | 2,96  | —                     | —     |
| Jiří Vavřínek                           | ČP             | ČP                | ČP                    | 198                   | 0,50  | —                     | —     |

### Rok 2012
| Kandidát                | Volební strana | Navrhující strana | Politická příslušnost | Počet hlasů (1. kolo) | %     | Počet hlasů (2. kolo) | %     |
| ----------------------- | -------------- | ----------------- | --------------------- | --------------------- | ----- | --------------------- | ----- |
| Tomio Okamura           | NK             | NK                | BEZPP                 | 11 772                | 30,27 | 17 401                | 66,23 |
| MVDr. Stanislav Mišák   | ČSSD           | ČSSD              | ČSSD                  | 9 740                 | 25,05 | 8 871                 | 33,76 |
| Ing. Ludvík Hovorka     | KDU-ČSL        | KDU-ČSL           | KDU-ČSL               | 6 398                 | 16,45 | —                     | —     |
| Ing. Jana Juřenčáková   | STAN, ZHN      | STAN              | STAN                  | 4 736                 | 12,18 | —                     | —     |
| PhDr. František Hubáček | ODS            | ODS               | ODS                   | 2 896                 | 7,44  | —                     | —     |
| Ing. Václav Ransdorf    | KSČM           | KSČM              | BEZPP                 | 2 896                 | 7,44  | —                     | —     |
| Ing. Ivo Spáčil         | NÁR.SOC.       | NÁR.SOC.          | NÁR.SOC.              | 176                   | 0,45  | —                     | —     |

### Rok 2014 (doplňovací)
V roce 2014 se v tomto obvodu konaly doplňovací (mimořádné) volby, protože tehdejší senátor Tomio Okamura byl zvolen poslancem ve volbách do Poslanecké sněmovny PČR v roce 2013.
| Kandidát               | Volební strana | Navrhující strana | Politická příslušnost | Počet hlasů (1. kolo) | %     | Počet hlasů (2. kolo) | %     |
| ---------------------- | -------------- | ----------------- | --------------------- | --------------------- | ----- | --------------------- | ----- |
| Bc. Patrik Kunčar      | KDU-ČSL        | KDU-ČSL           | KDU-ČSL               | 5 363                 | 23,36 | 10 161                | 63,16 |
| Bc. Libor Lukáš        | ODS            | ODS               | ODS                   | 3 792                 | 16,52 | 5 925                 | 36,83 |
| Mgr. Milena Kovaříková | ČSSD           | ČSSD              | ČSSD                  | 3 695                 | 16,09 | —                     | —     |
| MUDr. Pavel Talaš      | Úsvit          | Úsvit             | BEZPP                 | 2 967                 | 12,92 | —                     | —     |
| Ing. Jana Juřenčáková  | NEZ            | NEZ               | BEZPP                 | 2 949                 | 12,84 | —                     | —     |
| Radomír Rafaja         | KSČM           | KSČM              | KSČM                  | 1 686                 | 7,34  | —                     | —     |
| Mgr. Zuzana Lapčíková  | STAN, ZHN      | STAN              | BEZPP                 | 1 613                 | 7,02  | —                     | —     |
| Jiří Remeš             | Svobodní       | Svobodní          | Svobodní              | 529                   | 2,30  | —                     | —     |
| Ing. Luděk Maděra      | Piráti         | Piráti            | BEZPP                 | 359                   | 1,56  | —                     | —     |

### Rok 2018
| Kandidát | Kandidát                     | Volební strana | Navrhující strana | Politická příslušnost | Počet hlasů (1. kolo) | %     | Počet hlasů (2. kolo) | %     |
| -------- | ---------------------------- | -------------- | ----------------- | --------------------- | --------------------- | ----- | --------------------- | ----- |
|          | Ing. Bc. Patrik Kunčar       | KDU-ČSL        | KDU-ČSL           | KDU-ČSL               | 13 875                | 33,39 | 11 117                | 60,77 |
|          | Libor Lukáš                  | Soukromníci    | Soukromníci       | BEZPP                 | 11 308                | 27,21 | 7 176                 | 39,22 |
|          | Ing. Jana Juřenčáková        | REAL           | REAL              | REAL                  | 4 699                 | 11,31 | —                     | —     |
|          | Ing. Radek Henner            | SPD            | SPD               | SPD                   | 3 808                 | 9,16  | —                     | —     |
|          | Mgr. Milena Kovaříková       | ČSSD           | ČSSD              | ČSSD                  | 3 390                 | 8,16  | —                     | —     |
|          | doc. RSDr. Jan Popelka, CSc. | SPOZ           | SPOZ              | BEZPP                 | 2 644                 | 6,36  | —                     | —     |
|          | Ing. František Jordák        | KSČM           | KSČM              | KSČM                  | 1 819                 | 4,37  | —                     | —     |

### Rok 2024
Ve volbách v roce 2024 senátor Patrik Kunčar obhajoval svůj mandát za KDU-ČSL. Kandidátem hnutí STAN byl lektor osvěty a primární prevence Zbyněk Ziggy Horváth. Za hnutí ANO kandidoval děkan Fakulty veřejnosprávních a ekonomických studií Oldřich Hájek. Kandidátkou hnutí NEZ byl daňový poradce a bývalá senátorka Jana Juřenčáková. Jako nezávislý kandidoval ředitel Kliniky reprodukční medicíny a gynekologie Zlín David Rumpík. Kandidátkou strany PRO 2022 byla vedoucí stavebního úřadu Barbora Fojtáchová.
Do druhého kola postoupili Oldřich Hájek a Patrik Kunčar. V druhém kole zvítězil Oldřich Hájek.
| Kandidát | Kandidát                                   | Volební strana | Navrhující strana | Politická příslušnost | Počet hlasů (1. kolo) | %     | Počet hlasů (2. kolo) | %     |
| -------- | ------------------------------------------ | -------------- | ----------------- | --------------------- | --------------------- | ----- | --------------------- | ----- |
|          | doc. RNDr. PhDr. Oldřich Hájek, Ph.D., MBA | ANO            | ANO               | BEZPP                 | 10 534                | 36,94 | 8 826                 | 52,16 |
|          | Ing. Patrik Kunčar                         | KDU-ČSL        | KDU-ČSL           | KDU-ČSL               | 7 460                 | 26,16 | 8 095                 | 47,83 |
|          | MUDr. David Rumpík, Ph.D.                  | NK             | NK                | BEZPP                 | 4 196                 | 14,71 | —                     | —     |
|          | Ing. Jana Juřenčáková                      | NEZ            | NEZ               | BEZPP                 | 2 940                 | 10,31 | —                     | —     |
|          | Ing. Bc. Barbora Fojtáchová                | PRO 2022       | PRO 2022          | BEZPP                 | 1 828                 | 6,41  | —                     | —     |
|          | Zbyněk Ziggy Horváth                       | STAN           | STAN              | STAN                  | 1 556                 | 5,45  | —                     | —     |

## Volební účast
|  | nejvyšší volební účast |  | nejnižší volební účast |

| Rok  | % (1. kolo) | % (2. kolo) |
| ---- | ----------- | ----------- |
| 1996 | 33,09       | 24,85       |
| 2000 | 37,11       | 21,78       |
| 2006 | 45,31       | 15,26       |
| 2012 | 42,85       | 26,58       |
| 2014 | 23,33       | 16,36       |
| 2018 | 46,13       | 18,81       |
| 2024 | 31,48       | 17,93       |